# Atta insularis
Atta insularis (Guérin-Méneville, 1844) è una specie di formiche tagliafoglie appartenente alla sottofamiglia Myrmicinae. È endemica di Cuba ed è la principale e più rilevante specie di formiche dell'isola.

## Descrizione
Presenta un elevato polimorfismo: le operaie sono specializzate in differenti attività e le soldato hanno il capo particolarmente grande; preferiscono muoversi di notte ma lo fanno anche di giorno, specialmente nei giorni poco soleggiati.

## Biologia
I formicai sono imponenti, e possono comprendere uno o più ingressi sulla sommità di altrettante collinette che a volte possono essere alte più di un metro. La vita di un formicaio può talvolta superare i 50 anni.

### Danni arrecati alle piante
Atta insularis è un insetto nocivo per agrumi, pianta del caffè e varie specie di Pinus.

## Galleria d'immagini

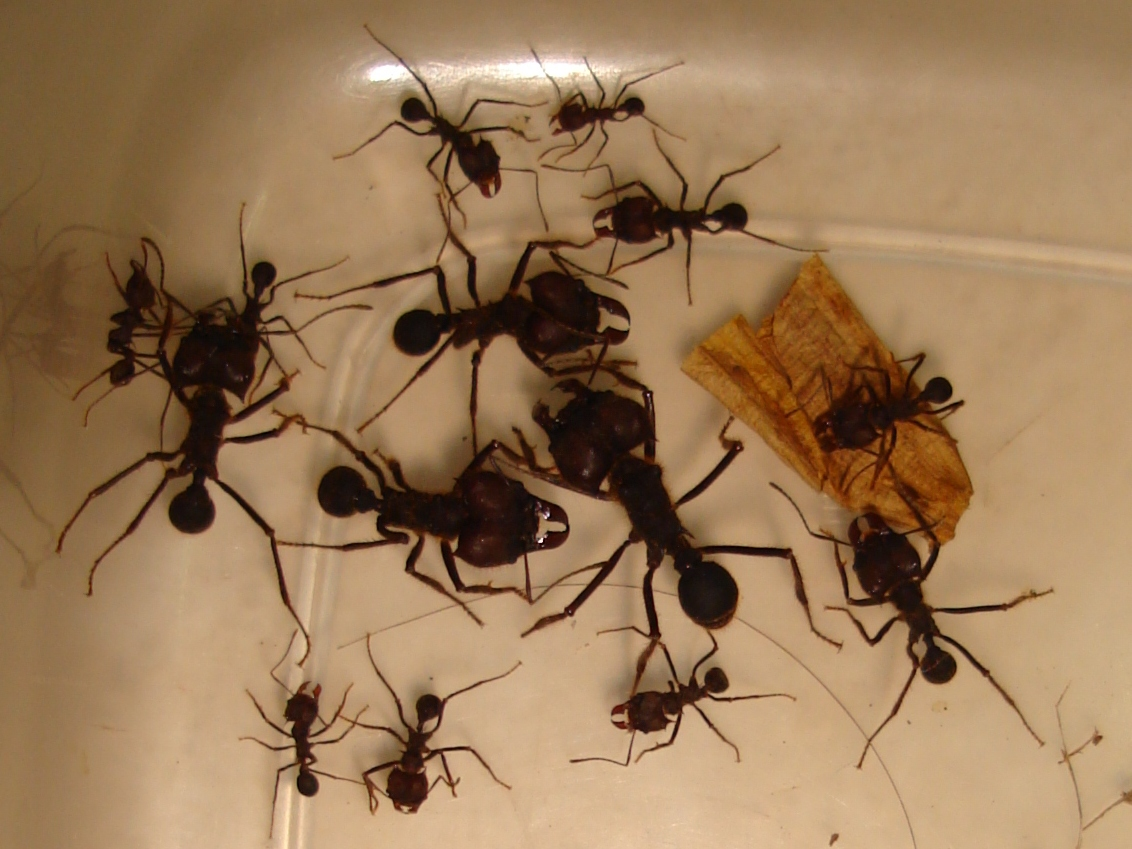
Esemplari di Atta insularis
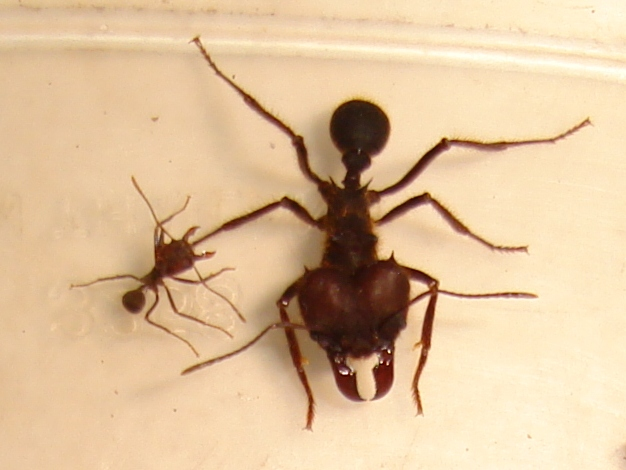
Evidenza di polimorfismo
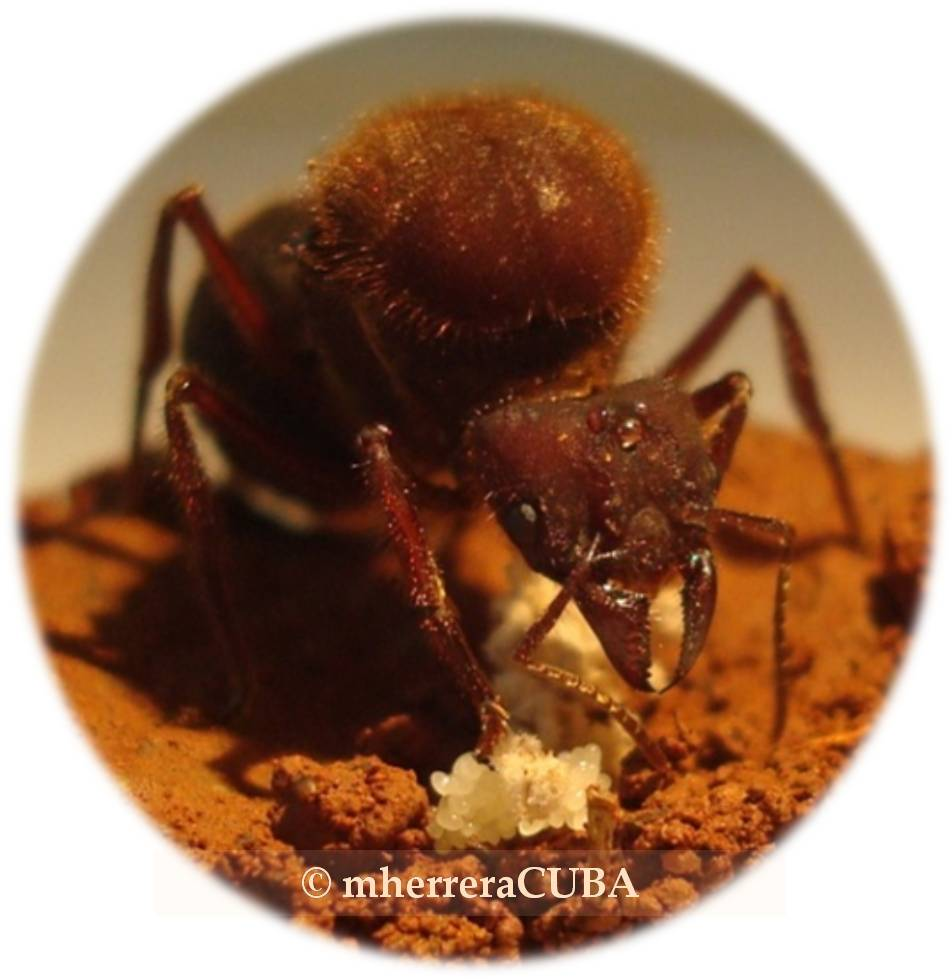
Regina con uova